# Safirsvala
Safirsvala (Hirundo nigrita) är en fågel i familjen svalor inom ordningen tättingar.

## Utseende och läte
Safirsvalan är en vacker glansigt blåsvart svala. På håll kan den se helmörk ut, med starkt kontrasterande vit strupe. Bland lätena hörs mjuka ljusa kvittrande ljud.

## Utbredning och systematik
Fågeln förekommer från Sierra Leone till södra Demokratiska republiken Kongo, Gabon och norra Angola. Den behandlas som monotypisk, det vill säga att den inte delas in i några underarter.

## Levnadssätt
Safirsvalan hittas huvudsakligen nära floder, strömmar och andra vattendrag.

## Status och hot
Arten har ett stort utbredningsområde, men tros minska i antal, dock inte tillräckligt kraftigt för att den ska betraktas som hotad. Internationella naturvårdsunionen IUCN listar arten som livskraftig (LC).